# Amparo Soler Leal
Amparo Soler Leal (Madrid, 23 de agosto de 1933-Barcelona, 25 de octubre de 2013) fue una actriz española  galardonada con la Medalla de Oro al mérito en las Bellas Artes (1995) y Fotogramas de Plata (2004).

## Biografía

### Teatro
Nacida en una familia de artistas, era hija de los actores Salvador Soler Marí y Milagros Leal. Debuta en escena en 1948 con la obra No me mientas tanto, de Alfonso Paso. Más tarde se incorpora a la compañía del Teatro María Guerrero y bajo dirección de Luis Escobar cosecha éxitos como Historias de una casa, de Joaquín Calvo Sotelo. 
Mantiene, durante los siguientes años, una intensa actividad teatral, con éxitos como Prisión de soledad o Alejandro Magno (1958). Tras pasar por las compañías de Catalina Bárcena y Ernesto Vilches, finalmente, entrada ya la década de los sesenta, forma su propia compañía. Con ella interpretó obras de Pirandello y de Sartre.
No obstante, y desde que en 1975 protagonizó la obra La señorita Julia, se apartó una larga temporada de los escenarios para centrarse en su carrera cinematográfica. No volvió al teatro hasta 1994, para interpretar El zoo de cristal, a las órdenes de Mario Gas.

### Cine
En cine había debutado en 1952 con la película Puebla de las mujeres, de Antonio del Amo. Pero su popularidad comenzó a incrementarse en el medio desde Usted puede ser un asesino (1961), de José María Forqué. En la década de 1960 participó en varios filmes de éxito popular, como La gran familia (como esposa del protagonista Alberto Closas) y la comedia Las que tienen que servir (junto a Concha Velasco). 
Las décadas de 1970 y 1980 la consolidaron como una de las intérpetes más sólidas del panorama cinematográfico español, en parte gracias a que alternó la comedia con otros géneros más arriesgados. Trabajó —tanto en registros cómicos como en dramáticos— a las órdenes de los más prestigiosos directores del país; entre otros: Luis Buñuel (El discreto encanto de la burguesía), Pedro Olea (El bosque del lobo), Jaime de Armiñán, Fernando Fernán Gómez (Mi hija Hildegart), Pilar Miró (El crimen de Cuenca), Jaime Chávarri (Bearn o La sala de las muñecas, Las bicicletas son para el verano) y Pedro Almodóvar (¿Qué he hecho yo para merecer esto?).
Especialmente reseñable es su colaboración con Luis García Berlanga ya que participó en varios de sus filmes más recordados: Plácido, Tamaño natural, La vaquilla y la trilogía iniciada con La escopeta nacional. Intervino igualmente en el último filme de este director: París-Tombuctú. 
A pesar de todos sus papeles en el cine, nunca fue nominada a los Premios Goya. Ello pudo deberse a que la mayor parte de su carrera se desarrolló en el periodo 1960-85, antes de la creación de dicho galardón en 1986.

### Televisión
A lo largo de su carrera no se ha prodigado en exceso en televisión, si bien protagonizó la comedia Tres eran tres (1972-1973) y ha hecho algunas colaboraciones, como las series El olivar de Atocha (1988), para TVE; Querido Maestro (1996-1998), para Telecinco, y Condenadas a entenderse (1999), para Antena 3, así como la presentación del programa Juego de niños (1989).

## Vida personal
Estuvo casada con el actor Adolfo Marsillach, del que obtuvo la nulidad matrimonial en 1965, contrayendo matrimonio cuatro años después con el productor Alfredo Matas, del que enviudó en 1996. No tenía hijos. Falleció el 25 de octubre de 2013, en Barcelona, tras sufrir una insuficiencia cardíaca.

## Premios
Fotogramas de Plata
| Año  | Categoría                        | Película                       | Resultado |
| ---- | -------------------------------- | ------------------------------ | --------- |
| 1963 | Mejor intérprete de cine español | La gran familia                | Ganadora  |
| 1983 | Mejor actriz de cine             | Bearn o La sala de las muñecas | Ganadora  |
| 2003 | Toda una vida                    | Toda una vida                  | Ganadora  |

Medallas del Círculo de Escritores Cinematográficos
| Año  | Categoría               | Película                       | Resultado |
| ---- | ----------------------- | ------------------------------ | --------- |
| 1962 | Mejor actriz principal  | La gran familia                | Ganadora  |
| 1975 | Mejor actriz de reparto | ¡Jo, papá!                     | Ganadora  |
| 1983 | Mejor actriz            | Bearn o La sala de las muñecas | Ganadora  |

Premios ACE (Nueva York)
| Año  | Categoría    | Película            | Resultado |
| ---- | ------------ | ------------------- | --------- |
| 1980 | Mejor actriz | El crimen de Cuenca | Ganadora  |

Otros
- Medalla de Oro al Mérito en las Bellas Artes (1995).

- Premio del Sindicato Nacional del Espectáculo por Usted puede ser un asesino (1961).

## Filmografía
- Puebla de las mujeres (1952)
- Así es Madrid, (1953)
- Usted puede ser un asesino (1961)
- Plácido (1961)
- Vamos a contar mentiras (1962).
- El grano de mostaza (1962)
- Vuelve San Valentín (1962)
- La gran familia (1962)
- Confidencias de un marido, (1963)
- La becerrada (1963)
- La barca sin pescador (1964)
- La vida es magnífica, (1965)
- Amador (1965)
- Las que tienen que servir (1967)
- Un diablo bajo la almohada (1968)
- Estudio amueblado 2.P., (1969)
- El bosque del lobo (1971)
- El discreto encanto de la burguesía (1972)
- Marianela, (1972)
- Casa Flora, (1973)
- Una mujer prohibida,  (1974)
- El amor del capitán Brando (1974)
- Tamaño natural (1974)
- Los nuevos españoles, (1974)
- Casa fundada en 1944 (1975)
- ¡Jo, papá! (1975)
- La adúltera (1975)
- Una tarde con Dorita amor (Cortometraje, 1975)
- Vuelve querida Nati (1976)
- Nosotros que fuimos tan felices, (1976)
- Juegos de cama, (1976)
- Retrato de familia (1976)
- La escopeta nacional (1977)
- Mi hija Hildegart (1977)
- Vámonos, Bárbara (1978)
- Jugando a papás, (1978)
- El fascista, la beata y su hija desvirgada, (1979)
- Mamá, levántate y anda, (1980)
- El crimen de Cuenca (1980)
- Los fieles sirvientes (1980)
- El divorcio que viene (1980)
- Gary Cooper, que estás en los cielos (1980)
- 127 millones libres de impuestos, (1981)
- Patrimonio Nacional (1981)
- Las aventuras de Enrique y Ana (1981)
- Han violado a una mujer, (1982)
- Hablamos esta noche, (1982)
- Martes y trece... ni te cases ni te embarques (1982)
- Nacional III (1982)
- Bearn o La sala de las muñecas (1982)
- Las bicicletas son para el verano (1983)
- ¿Qué he hecho yo para merecer esto? (1984)
- La vaquilla (1985)
- Hay que deshacer la casa (1986)
- Cara de acelga, (1987)
- Sauna, (1990)
- La teranyina, (1990)
- Els papers d'Aspern, (1991)
- Les aparences enganyen, (1991)
- Todos a la cárcel (1993)
- Cenizas a las cenizas (Cortometraje, 1994)
- Puede ser divertido, (1995)
- El ángel de la guarda, (1996)
- Polvo eres (Cortometraje, 1997)
- París-Tombuctú (1999)
- Janis y John, (2003)

## Actuaciones en televisión
- Primera fila
  - Dulcinea (2 de octubre de 1963)
- Novela
  - El primer paso (27 de marzo de 1965)
- Las doce caras de Eva
  - Aries (20 de octubre de 1971)
- Tres eran tres [nota 1]
- En la vida y en la muerte (Película de televisión, 1974)
- Los libros
  - En la vida y en la muerte (21 de mayo de 1974)
- Estudio 1
  - Viaje en un trapecio (26 de mayo de 1975)
- Cómicos (Serie documental, biográfica; 1987)
- El olivar de Atocha
  - La casa abierta (19 de abril de 1989)
  - Joven literato y periodista (20 de abril de 1989)
  - Fin de siglo (21 de abril de 1989)
  - El eclipse solar (24 de abril de 1989)
  - Amores de portera (25 de abril de 1989)
  - Palabra y mano te doy (26 de abril de 1989)
  - Errores del modernismo (27 de abril de 1989)
  - Sombrero y botas (28 de abril de 1989)
  - Ofensas (1 de mayo de 1989)
  - Tertulias, patentes y luminosos (2 de mayo de 1989)
  - Mamaíta y Papantonio (3 de mayo de 1989)
  - La huelga (4 de mayo de 1989)
  - El mar (5 de mayo de 1989)
  - La teoría (8 de mayo de 1989)
  - Españoles (9 de mayo de 1989)
- A su servicio
  - Ciudadano de Bizancio (3 de noviembre de 1994)
- Laia, el regal d'aniversari (Película de televisión, 1995)
- Querido maestro [nota 2]
- Salvajes (Película de televisión, 1998)
- A las once en casa
  - Madre no hay más que una (14 de junio de 1999)
- Condenadas a entenderse
  - Condenadas a entenderse (1999)
- Raquel busca su sitio
  - Quela en la encrucijada (24 de enero de 2000)
- ¡Qué grande es el teatro!
  - Salvajes (12 de febrero de 2000)
- 7 vidas
  - Sole y su (s) hermana (s) (29 de noviembre de 2000)
- Paraíso
  - Algunos hombres desesperados (6 de septiembre de 2001)
- Paco y Veva
  - Paripé (4 de marzo de 2004)
- Un paso adelante
  - Gente de fiar (4 de mayo de 2004)
  - Juego de damas (11 de mayo de 2004)
- Mar rojo (Película de televisión, 2005)
- Jo, el desconegut (Película de televisión, 2007)
- Wendy placa 20957 (Película de televisión, 2009)

## Trayectoria en teatro
- No me mientas tanto (1948).
- Familia honorable no encuentra piso (1948).
- Plaza de Oriente (1948).
- Historias de una casa (1949).
- Qué demonio de ángel (1950).
- María Fernández (1950).
- Llanto de loba (1950).
- Batas blancas (1950).
- Los frescos (1950).
- El afinador (1951).
- Parada y fonda (1951).
- Un drama de Calderón (1951).
- Coba fina (1951).
- El nuevo servidor (1951).
- Doña Clarines (1951).
- En cuerpo y alma (1951).
- El tren expreso (1951).
- La escala rota (1951).
- En las redes de la araña (1952).
- Cobardías (1952).
- La cuerda floja (1952).
- La fórmula 3K3 (1952).
- Zaragüeta (1952).
- Verano y humo (1952).
- Antígona (Anouilh) (1952).
- Eurídice (1952).
- La discreta enamorada (1953).
- Cena de despedida (1953).
- El viajero sin equipaje (1953).
- El rival de sí mismo (1953).
- Federica de Bramante (1953).
- Don Juan Tenorio (1953).
- Legítima defensa (1953).
- Inquisición (1953).
- El marido de la Téllez (1954).
- Modas (1954).
- Un drama en el quinto pino (1954).
- La alondra (1954).
- Los intereses creados (1954).
- Don Juan Tenorio (1954).
- Bobosse (1955).
- Las mocedades del Cid (1956).
- Carlota (1957).
- El pan de todos (1957).
- Mi adorado Juan (1957).
- Los tres pequeños (1958).
- George and Margaret (1958).
- Alejandro Magno (1958).
- Bobosse (1958).
- Ondina (1958).
- Los locos de Valencia (1958).
- Café del Liceo (1958).
- La gaviota (1959).
- En la red (1961).
- Vestir al desnudo (1961)
- El tintero (1961).
- El baúl de los disfraces (1964)
- La zapatera prodigiosa (1965)
- El caballo desvanecido (1967).
- ¡Ay, infeliz de la que nace hermosa! (1967)
- La marquesa Rosalinda (1970)
- Viaje en un trapecio (1970)
- La Celestina (1995).
- Salvajes (1997).
- Al menos no es Navidad (2005).
- Vestir al desnudo.
- La zapatera prodigiosa.
- Las buenas personas.